# Oedura filicipoda
Oedura filicipoda är en ödleart som beskrevs av King 1985. Oedura filicipoda ingår i släktet Oedura och familjen geckoödlor. Inga underarter finns listade i Catalogue of Life.
Arten förekommer i regionen Kimberley i delstaten Western Australia i Australien. Honor lägger ägg. ödlan lever i klippiga områden med glest fördelad växtlighet. Den vilar i grottor och bergssprickor.
För beståndet är inga hot kända. Hela populationen anses vara stor. IUCN listar arten som livskraftig (LC).